# Saison 19 de Secrets d'Histoire
La dix-neuvième saison de Secrets d'Histoire est une émission de télévision historique présentée par Stéphane Bern.
Elle est diffusée à partir 15 janvier 2025 sur France 3.

## Principe de l’émission
Chaque numéro retrace la vie d'un grand personnage ou d'un évènement important de l'Histoire et met en lumière des lieux hautement emblématiques du patrimoine.
Le reportage est constitué d'images d'archives, d'iconographies, de reconstitutions, ainsi que de visites de différents lieux en lien avec le sujet évoqué. Chaque séquence est entrecoupée d'entretiens avec des spécialistes (historiens, écrivains, archéologues, conservateurs de musée, etc.).

## Liste des épisodes inédits

### Pauline Borghèse, la diva de l'Empire

Pauline Bonaparte par Robert Lefèvre.

#### Description
Cette émission retrace le destin de Pauline Bonaparte, sœur préférée de Napoléon Bonaparte.
L'émission revient son enfance dans le maquis corse, son passage à Paris et ses hôtels particuliers ainsi que son voyage aux Caraïbes où elle suit son premier mari, le général Charles Leclerc qui meurt de la fièvre jaune lors de l'expédition de Saint-Domingue, mais aussi le sud de la France.
Le reportage passe ensuite par l'Italie où elle rencontre son deuxième mari, le prince Borghèse, héritier de l’une des plus influentes familles d’Europe.
L'émission brosse le portrait d'une femme à la fois courageuse et séductrice, qui se démarqua par sa grâce et son audace.

#### Première diffusion
- France : 15 janvier 2025

#### Lieux de tournage
Parmi les lieux visités par l'émission, on retrouvera notamment :
- Le Château de Montgobert
- La Galerie Borghèse
- La Basilique Sainte-Marie-Majeure

#### Intervenants
- Pierre Branda - historien et spécialiste du Consulat et du Premier Empire
- Philippe Séguy - écrivain
- Jean Tulard - historien
- Thierry Lentz - historien et directeur de la Fondation Napoléon
- Florence de Baudus - écrivaine
- Charles-Éloi Vial - conservateur, Bibliothèque nationale de France
- Emmanuel Suchet - propriétaire du château de Montgobert
- Marcella Pisani - directrice Villa Mondragore, Université Tor Vergata
- Agnese Murrali - architecte - Galerie Borghèse
- Francesca Parisi - propriétaire de la Villa Taverne
- Sabine Sechiari - propriétaire de la Bastide de la Mignarde
- Andreas Raub - historien, basilique Sainte-Marie-Majeure
- Andrea Camilli - conservateur
- Ben Newick - majordome, ambassade du Royaume-Uni en France
- Florence Mangin - ambassadrice de France auprès du Saint-Siège[1]

#### Avis de la presse
Le magazine Télé 2 semaines dresse une critique mitigée de l'émission : 

« Stéphane Bern déroule avec application sa partition habituelle — dentelles, alcôves et secrets d'alcôve — mais rate l'essentiel. La sœur préférée de Napoléon méritait mieux que cette énième déclinaison du « sexe et pouvoir au féminin ». Si les séquences sur l'art italien instruisent, le reste s'enlise dans une vision étriquée de l'Histoire : celle où une notoriété féminine n'existe qu'à travers le regard des hommes. Sa connexion avec les enjeux géopolitiques et sociétaux de l'époque est à peine effleurée. »

### Louis XI, un règne de terreur!

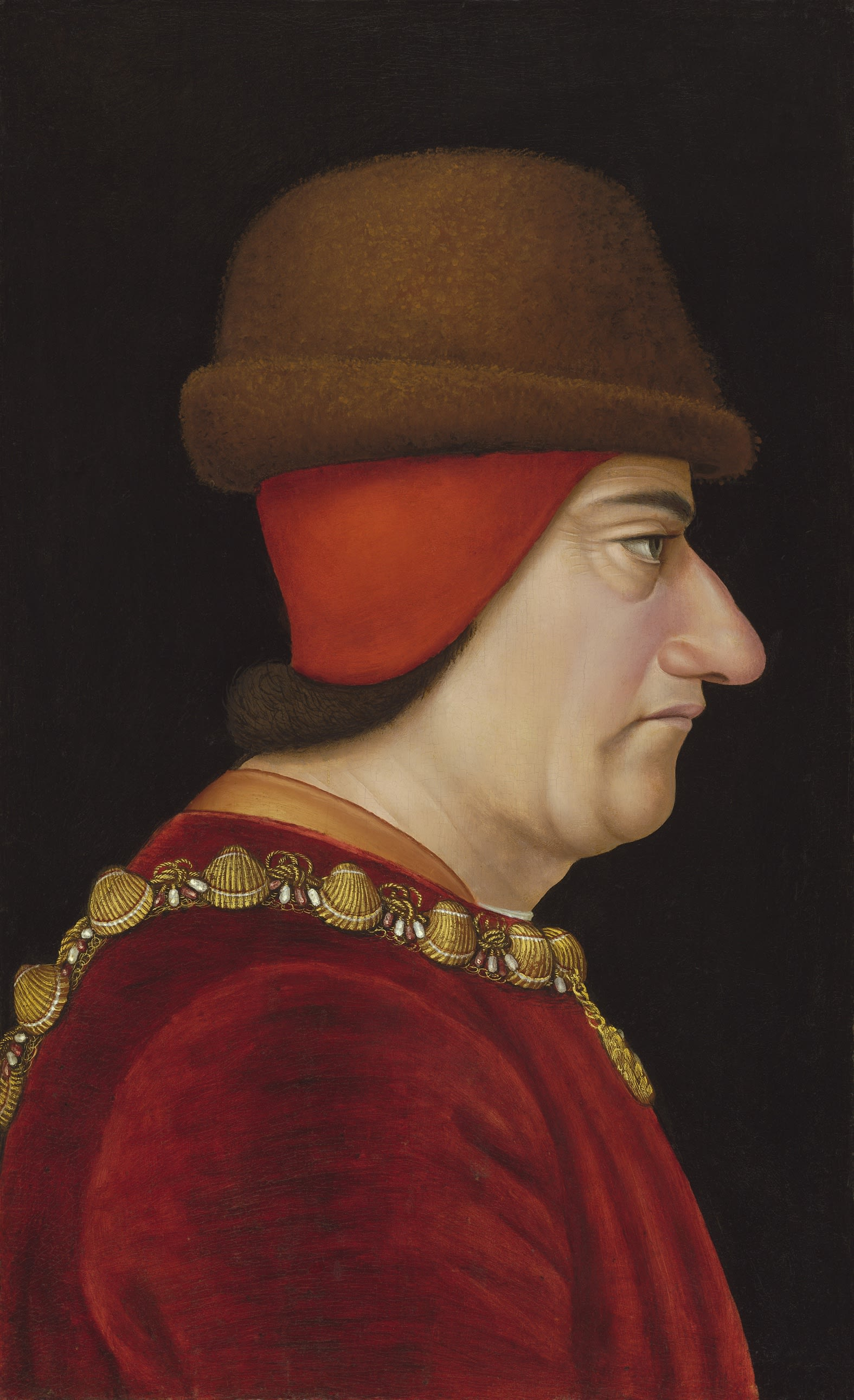
Louis XI en buste, de profil.

#### Description
Cette émission brosse le portrait du roi de France Louis XI, dont le règne fut marqué par le renforcement de l'autorité royale, et qui fut l'un des pères de la centralisation française.
Elle s'attarde sur la personnalité complexe du roi, réputé pour être un souverain complexe, glacial et machiavélique qui emprisonnait ses ennemis dans des cages de fer, tout en posant la question de la légende noire.
Elle présente également les réalisations majeures de son règne, notamment le système de relais de poste dont l'objectif était d'« améliorer la communication à travers le royaume » mais aussi de « mieux le surveiller ».

#### Première diffusion
- France : 29 janvier 2025

#### Lieux de tournage
Parmi les lieux visités par l'émission, on retrouvera notamment :
- Le château de Langeais
- La basilique Notre-Dame de Cléry
- La Cité royale de Loches
- Le château d'Amboise[3]

#### Intervenants
- Amélie Delaunay - guide du château de Langeais
- Père Sébastien Brière - recteur à la basilique Notre-Dame de Cléry
- Franck Ferrand - écrivain
- Philippe Séguy - écrivain
- Amable Sablon du Corail - biographe et conservateur général aux Archives nationales
- Lydwine Scordia - historienne
- Adrien Carbonnet - maître de conférences à la Sorbonne
- Jean-François Thull - directeur de la Cité royale de Loches
- Murielle Gaude-Ferragu - professeure d'histoire médiévale à la Sorbonne
- Olivier Nauleau - historien
- François Demotz - historien
- Marc Métay - directeur général du château d'Amboise
- Tom Dutheil - conservateur adjoint du musée de la Légion d'honneur
- Cécile Marcuéÿz - château du Plessis-Bourré
- Jean-Marie Cauchies - historien[3]

#### Avis de la presse
Pascal Galinier du journal Le Monde note : 

« Comme toujours, dans un mélange des genres dont il a le secret, Stéphane Bern fait le tour des joyaux du patrimoine de l’époque racontée [..] avant d’entrer dans le vif de la réputation du personnage, qui accumule les caractéristiques d’un tyran, souverain et domestique. »

Pour le journaliste, « le titre de l’émission Louis XI, un règne de terreur ! est trompeur », celle-ci consistant plutôt à « réhabiliter un souverain modernisateur du royaume de France ».

### Les amants tragiques de Mayerling

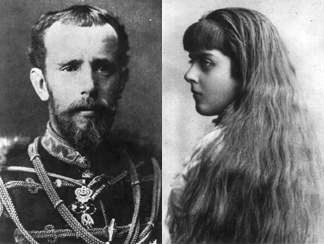
Portraits combinés du prince héritier Rodolphe d’Autriche et de la baronne Mary Vetsera.

#### Description
Cette émission revient sur le drame de Mayerling le 30 janvier 1889 durant lequel l'archiduc héritier d'Autriche Rodolphe, fils de l'empereur François-Joseph Ier et de l'impératrice Élisabeth, dite « Sissi », est retrouvé mort en compagnie de sa maîtresse Marie Vetsera dans son pavillon de chasse de Mayerling.
Il s'agit d'une mise à jour d'une émission qui traitait déjà de ce sujet lors de deuxième saison de l'émission en 2008 alors au format de une heure et diffusé le dimanche après-midi, intitulée Rodolphe, le fils de Sissi a-t-il été assassiné ?.

#### Première diffusion
- France : 19 février 2025

#### Lieux de tournage
Parmi les lieux visités par l'émission, on retrouve notamment :
- Le Musée d’Histoire naturelle de Vienne
- Le Palais impérial de Vienne
- Le Musée François-Tillequin[5]

#### Intervenants
- Lucy Coatman - historienne
- Christine Mondon - historienne
- Évelyne Lever - historienne
- Jean-Paul Bled - historien
- François Varay - écrivain
- Hannes Etzlstorfer - historien de l’art
- Michael Wolfhart - conservateur du musée Sissi
- Thomas Just - directeur des Archives nationales
- Brigitta Schmid - chef de département au musée d’Histoire naturelle de Vienne
- Peter Kopp - restaurateur
- Veronika Drescher - historienne, Bibliothèque nationale d’Autriche
- Reinhold Sahl - directeur général du Palais impérial de Vienne
- Georg Gaugusch - écrivain
- Sylvie Michel - responsable scientifique du musée François-Tillequin
- Sylvia Linc - directrice de banque
- Helmut Reinmüller - colonel de police
- Susanne Holper - guide conférencière[5]

### La marquise de Brinvilliers et l'affaire des poisons

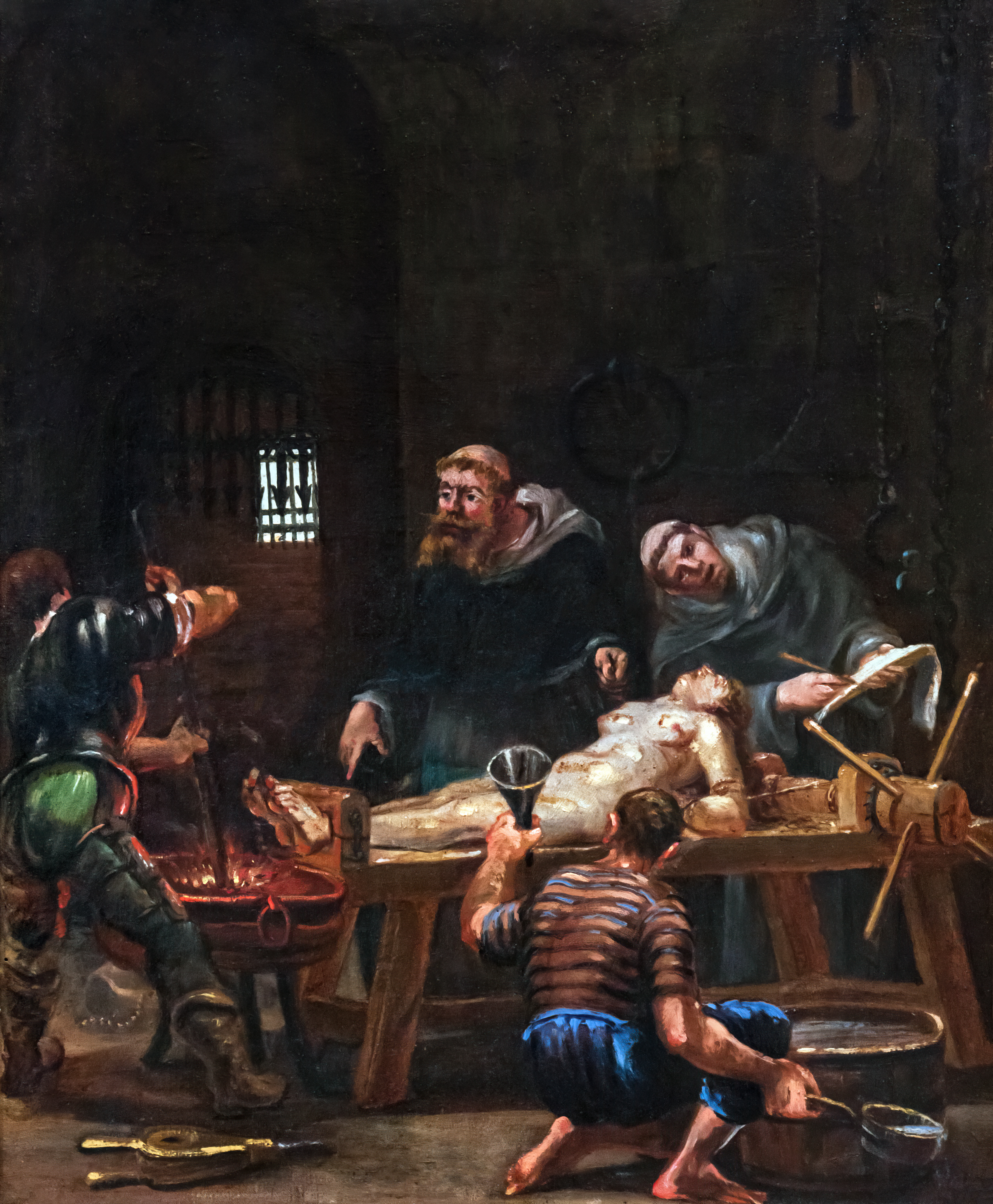
La marquise de Brinvilliers soumise à la question.
(Huile sur toile de Jean-Baptiste Cariven).

#### Description
Cet épisode explore l’une des plus célèbres affaires criminelles du XVIIe siècle : l’affaire des poisons, durant le règne du roi de France Louis XIV.
L'émission décrit le climat de peur qui s’installe alors en France, avec des accusations de sorcellerie et d’empoisonnements touchant toutes les couches de la société. 
Elle met également en lumière des figures centrales de cette affaire, telles que Madame de Montespan et la marquise de Brinvilliers, tout en relatant l’enquête menée par Nicolas de La Reynie.
Elle dévoile également comment Louis XIV a tenté de résoudre cette affaire criminelle avant de l'étouffer pour préserver la stabilité de son règne.

#### Première diffusion
- France : 9 avril 2025

#### Lieux de tournage
Parmi les lieux visités par l'émission, on retrouve notamment :
- Le Château de Vincennes
- Le Château de Condé
- La Forteresse de Salses

#### Intervenants
- Agnès Walch - historienne
- Charles-Éloi Vial - historien et conservateur de la Bibliothèque nationale de France
- Évelyne Lever - historienne
- Jean-Christian Petitfils - historien
- Joëlle Chevé - historienne
- Philippe Séguy - écrivain
- Alexandra Zvereva - conservatrice de l’Apothicairerie royale de Saint-Germain-en-Laye
- Aymeric de Villelume - descendant de La Reynie
- Pascal Monnet - administrateur du château de Vincennes
- Gilbert Thiel - ancien juge d’instruction
- Aymeri de Rochefort - propriétaire du château de Condé
- Lionel Izac - administrateur de la forteresse de Salses[6]

### La folle épopée de Charlotte d'Angleterre

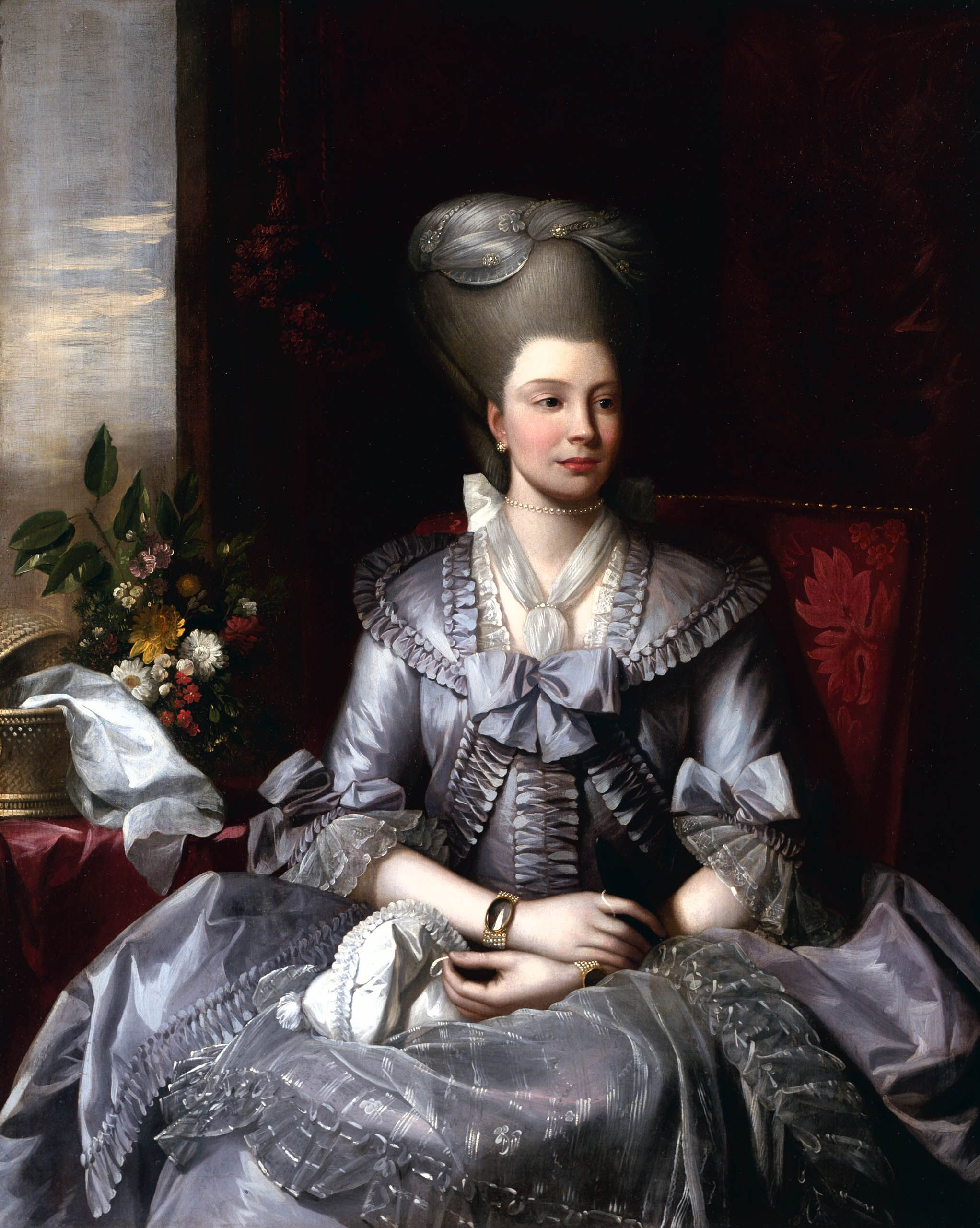
Portrait de la reine Charlotte par Benjamin West.

#### Description
Cette émission retrace le destin de Charlotte de Mecklembourg-Strelitz, reine du Royaume-Uni de 1761 à 1818, dont l'histoire a inspiré la série à succès La Chronique des Bridgerton, diffusée sur Netflix,.
Elle raconte son enfance en Allemagne ainsi que les fastes de son mariage à 17 ans avec le roi d’Angleterre en la chapelle royale du palais Saint-James de Londres.
Elle revient sur l’amour et la complicité qui lie le couple royal, ainsi que sur le soutien que la souveraine apporte au célèbre compositeur Wolfgang Amadeus Mozart, qui lui dédie en retour plusieurs sonates.
Elle s'attarde enfin sur les problèmes mentaux du roi George III, ainsi que sur la manière dont Charlotte va devoir affirmer son autorité face à son fils aîné, le prince de Galles, qui tente de profiter de la faiblesse de son père pour prendre le pouvoir.
L'émission brosse le portrait d'une femme perçue au départ comme réservée et discrète et qui va s'imposer progressivement comme une femme influente dans la Grande-Bretagne de la fin du XVIIIe siècle.

#### Première diffusion
- France : 21 mai 2025

#### Lieux de tournage
Parmi les lieux visités par l'émission, on retrouve notamment :
- Le Château de Schwerin
- Le Château Howard
- Le Pavillon royal de Brighton[7]

#### Intervenants
- Philippe Séguy - écrivain
- Philippe Delorme - historien
- Estelle Paranque - historienne
- Virginie Girod - historienne
- Kate Williams - historienne
- Joëlle Chevé - historienne
- Friederike Drinkut - conservatrice en chef Châteaux de Mecklenburg-Vorpommern
- Nicholas Howard - propriétaire du château Howard
- Paul Rauchs - psychiatre
- Peter Garrard - professeur en neurologie St. George, Université de Londres
- Eleanor Brooke-Peat - conservatrice des collections et archives du château Howard
- Alexandra Loske - conservatrice du Pavillon royal de Brighton[7]

## Diffusion
L'émission est diffusée en prime-time sur France 3 à partir du 15 janvier 2025. Chaque numéro dure entre 1 heure 30 et 2 heures.

## Audiences
| Type   | Diffusion        | Titres                                               | Description                                                                | Nombre de téléspectateurs | Part d'audience |
| ------ | ---------------- | ---------------------------------------------------- | -------------------------------------------------------------------------- | ------------------------- | --------------- |
| Inédit | 15 janvier 2025  | Pauline Borghèse, la diva de l'Empire                | Portrait de Pauline Bonaparte, sœur de Napoléon Ier                        | 1 414 000                 | 8,1%            |
| Inédit | 29 janvier 2025  | Louis XI, un règne de terreur !                      | Portrait de Louis XI                                                       | 1 934 000                 | 10 %            |
| Inédit | 19 février 2025  | Les amants tragiques de Mayerling                    | Retour sur le Drame de Mayerling                                           | 1 688 000                 | 9,7 %           |
| Inédit | 9 avril 2025     | La marquise de Brinvilliers et l'affaire des poisons | Retour sur l'affaire des poisons et le rôle de la marquise de Brinvilliers | 1 496 000                 | 8,1%            |
| Inédit | 21 mai 2025      | La folle épopée de Charlotte d'Angleterre            | Portrait de Charlotte de Mecklembourg-Strelitz, femme de George III        | 1 861 000                 | 11,2%           |
| Inédit | 3 septembre 2025 | Louis XIII : seul face aux complots                  | Portrait de Louis XIII                                                     |                           |                 |